# Jun Jat
Jun Jat (khmerül: យុន យ៉ាត, Yŭn Yat), álnevén At elvtársnő (Phnompen, 1934. – Anlong Veng, 1997. június 15.) Szon Szen, a Demokratikus Kambodzsa honvédelmi miniszterének felesége volt. 1975. október 9-én kinevezték az oktatásügyi és hírszerzési felelősnek, majd a Pol Pot-kabinet oktatásügyi minisztere lett. 1977-ben, Hu Nim letartóztatása és kivégzése után Jatot nevezték ki hírszerzési miniszternek.
1997. június 10-én Khieu Szamphan hajdani kambodzsai államfő Vietnamnak való kémkedéssel vádolta meg Szon Szent és feleségét, Jun Jatot, és öt nappal később kivégeztette őket nyolc rokonukkal együtt.